# Frögöl (Ukna socken, Småland)
Frögöl är en sjö i Västerviks kommun i Småland och ingår i Storåns huvudavrinningsområde.